# Vidica
Vidica je  žensko osebno ime.

## Izvor imena
Ime Vidica je različica ženskega osebnega imena Vida.

## Pogostost imena
Po podatkih Statističnega urada Republike Slovenije je bilo na dan 31. decembra 2007 v Sloveniji število ženskih oseb z imenom Vidica: 17.

## Osebni praznik
Osebe z imenom Vidica lahko godujejo takrat kot Vide.